# Petrolisthes armatus
Petrolisthes armatus är en kräftdjursart som först beskrevs av Lewis Reeve Gibbes 1850.  Petrolisthes armatus ingår i släktet Petrolisthes och familjen porslinskrabbor. Inga underarter finns listade i Catalogue of Life.